# 出産育児一時金
出産育児一時金（しゅっさんいくじいちじきん）とは、健康保険法を根拠に、日本の公的医療保険制度（健康保険、共済組合、船員保険、国民健康保険）の被保険者が出産したときに支給される手当金（金銭給付）である。1994年（平成6年）の健康保険法等の改正により、それまでの「分娩費」と「育児手当金」（1961年（昭和36年）6月14日までの名称は「哺育手当金」）とを統合する形で新たに設けられた。
健康保険法において「出産」とは妊娠4月（85日）以上の分娩をいい、それが正常分娩であると死産、早産、流産、人工妊娠中絶であることを問わない（昭和27年6月16日保文発2427号）。
しかしながら、出産は傷病では無いため、正常分娩における医師の手当は療養の給付等の対象外となっている（昭和17年2月27日社発206号）。そのため、出産自体の費用や、出産前後の健診費用等の経済的負担の軽減を図る目的で支給されている。なお、「出産手当金（しゅっさんてあてきん）」とは別のものである。以下では健康保険における出産育児一時金について記すが、他の公的医療保険制度においても、内容はほぼ同一である。
- 健康保険法について、以下では条数のみ記す。

## 概要
被保険者が出産したときは、出産育児一時金として、政令で定める金額を支給する（第101条）。被扶養者が出産した場合、家族出産育児一時金として、同額が支給される（第114条）。日雇特例被保険者本人の出産の場合、保険料納付要件を満たすことにより、一般の被保険者と同額が支給される。この場合、通常の保険料納付要件が緩和され、「その出産の日の属する月の前4月間に通算して26日分以上の保険料が納付されているとき」とされる（第137条）。日雇特例被保険者の被扶養者が出産した場合においては、通常の保険料納付要件を満たすことにより、家族出産育児一時金として同額が支給される（第144条）。
- 帝王切開等の異常分娩に対しては療養の給付等が行われるが、この場合でも出産育児一時金は支給される。
- 1年以上被保険者であった者は、被保険者の資格喪失後6月以内に出産した場合であっても同額が支給される（第106条）。ただし出産予定日ではなく実際の出産日が「6月以内」の期間内でなければならない。また、被保険者の資格喪失後にその被扶養者だった家族が出産しても、家族出産育児一時金は支給されない。
- 退職によって被扶養者となった者が、自らの被保険者資格による出産育児一時金と被扶養者としての家族出産育児一時金と両方の受給資格がある場合、請求者の選択によりいずれか一方を選択して受給する（平成23年6月3日保保発0603第2号）。つまり、いわゆる二重取りを禁じている。
- 業務上の事故により流産し、労災保険の療養補償給付を受けた場合であっても、支給される（昭和24年3月26日保文発523号）。
- 死産の場合、出産育児一時金は支給されるが、家族埋葬料は支給されない（昭和23年11月29日健保第2568号[注 4]）。

## 支給額
第101条でいう「政令で定める金額」は、2022年（令和4年）1月1日以降の出産においては、一児につき408,000円（在胎週数22週以降で、かつ産科医療補償制度加入の医療機関等による医学的管理のもとによる出産の場合はさらに12,000円を加算）となっている（施行令第36条、令和3年8月4日保保発0804第7号）。
- 被保険者の標準報酬月額の多寡にかかわらず、支給額は定額である。
- 多胎分娩の場合、胎児数に応じて出産育児一時金が支給される（昭和16年7月23日社発991号）。
- 保険者が健康保険組合の場合、付加給付として（第53条）、規約で定めるところにより、支給額の上乗せ等がなされる。

### 支給額の推移
- 1994年9月~:300,000円
- 2006年10月~:350,000円
- 2009年1月~:380,000円（350,000円+産科医療補償制度掛金30,000円）
- 2009年10月~:420,000円（390,000円+産科医療補償制度掛金30,000円）
- 2015年1月~:420,000円（404,000円+産科医療補償制度掛金16,000円）
- 2022年1月~:420,000円（408,000円+産科医療補償制度掛金12,000円）
- 2023年4月~:500,000円（488,000円+産科医療補償制度掛金12,000円）

## 支給手続き
出産育児一時金の支給を受けようとする者は、次に掲げる事項を記載した申請書を保険者に提出しなければならない（施行規則第86条1項、施行規則第97条1項）。
- 被保険者証の記号及び番号又は個人番号
- 出産の年月日
- 死産であるときは、その旨
- 家族出産育児一時金の場合は、出産した被扶養者の氏名及び生年月日

この申請書には、次に掲げる書類を添付しなければならない。これらの書類が外国語で作成されたものであるときは、その書類に日本語の翻訳文を添付しなければならない（施行規則第86条2~4項）。
- 医師若しくは助産師において出産の事実を証明する書類又は市町村長における出生に関して戸籍に記載した事項若しくは出生の届出に係る届書に記載した事項を証明した書類（保険者が機構保存本人確認情報の提供を受けることができるときは、この限りでない。）
- 同一の出産について、出産育児一時金の支給を別途申請していないことを示す書類
- 加算額の支給を受けようとする者は、加算額に該当する出産であると保険者が認める際に必要となる書類

### 直接支払制度・受取代理制度
出産に伴う費用は通常かなりの高額であり、一時的にでも窓口で多額の現金を用意しなければならない手間がかかる。そのため、緊急の少子化対策の一環として、安心して出産できる環境を整備するという観点から、2009年（平成21年）10月以降の分娩については出産育児⼀時⾦の請求と受け取りを、被保険者に代わって医療機関等が⾏う「直接支払制度」が設けられている。また従来より被保険者が請求した出産育児一時金の受け取りを医療機関等に委任する「受取代理制度」も行われている。これらの制度を利用することで、被保険者の側は窓口では分娩費用と出産育児一時金との差額のみの支払いで済み（分娩費用が出産育児一時金の額未満の場合は、差額が還付される）、医療機関の側にとっても分娩費の未払いといったリスクを回避することができる。「受取代理制度」は厚生労働省に届出を行った小規模な診療所のみで、現在では大部分の医療機関等が「直接支払制度」に対応している。
また、出産前に医療機関等にまとまった額（緊急の処置、入院時の保証金等）を支払わなければいけなくなった場合、保険者が行う無利子の貸付制度として「出産費貸付制度」がある。協会けんぽの場合、被保険者または被扶養者で出産育児一時金の支給が見込まれる者のうち、出産予定日まで1ヵ月以内、または妊娠4ヵ月以上の者を対象に、出産育児一時金の8割相当額を限度として貸付けを受けることができる。さらに、妊婦健診等により、帝王切開など高額な保険診療が必要とわかった場合、「限度額適用認定証」等を入手し、通常の高額療養費制度を利用して窓口負担を抑える方法も可能である。
なお、いずれの方法を利用するかは被保険者の任意である。医療機関の側でも、退院するまでの間に被保険者等に直接支払制度等について説明し、制度を利用するかどうかの意思確認をする必要がある。

## 時効
健康保険法上の他の給付と同様、出産育児一時金を受ける権利は、2年を経過したときは時効により消滅する（第193条）。時効の起算日は、「出産日の翌日」である。

## 課題
加入者が出産すると、住民票のある自治体国保から出産育児一時金が支給される。海外で出産したとする偽書類を元に不正請求する例が目立っている。中国では出生証明書が数百円で発行できる。出産した子供が国外にいるように偽装する場合も多く、日本からの調査は非常に困難である。外国人の受給件数は公表されていないが、一部自治体では議員の努力により公開されている。
2015年、埼玉県の川口市議会では、川口市だけで国保を滞納する外国人世帯が8225世帯(全体の20％)・滞納額が11億9000万円(全体の9.3％)、そのうち中国人国保滞納世帯数は 4900世帯(外国人のうち60％)・滞納額は6～7億円にのぼることが問題化した。同市議会では中国人による出産育児一時金の不正請求例を上げ、海外での出産育児一時金請求で中国人の受給が目立って多いことが挙げられた。
東京都荒川区では、区議による調査で、2014年、海外療養費の還付額の58％が中国人、出産育児一時金の受取の16％・海外出産育児一時金の受取の80.8％が中国人だった。2015年の出産育児一時金の受取の26％・海外出産育児一時金の受取の65％も中国人だった。中国人人口は荒川区人口の3％にすぎないのに対して、中国人の受給件数・額が不自然に多く、不正受給の手口が在日中国人の間で口コミで広がっていると指摘されている。
```
荒川区の調査結果
　*2014年　海外での出産育児一時金の支給52件　うち42件が中国人の受取(全体の80%)
　*2014年　出産育児一時金の支払い281件　うち45件が中国人の受取(全体の16%)
　*2014年　海外療養費　金額の52.8％を中国人が受取
　*2015年　海外での出産育児一時金、全体の65％が中国籍
　*2015年　出産育児一時金支払い349件　うち92件が中国人の受取(全体の26%)　

```

　
以下は検挙例
- 2006年6月、中国籍の知人の子を実子と偽って神戸市に申請し、出産育児一時金30万円と児童手当11カ月分6万5000円を受け取った疑いで住所不定の中国人女が逮捕された[4]。
- 2010年、中国人男女の子供を偽装認知で日本人との嫡出子として届出、出産育児一時金35万円と児童手当を年間6万円搾取したとして、日本人男と中国人女が逮捕された（国籍法改正問題#国籍法改正後の偽装認知事件も参照）[5]。
- 2013年、千葉県松戸市の中国人夫婦が、中国に住む兄夫婦の間に生まれた姉弟を自らの子として一時金を騙し取り、逮捕された[2]。